# 11 Oddział Ochrony Pogranicza
11 Oddział Ochrony Pogranicza – zlikwidowany oddział w strukturze organizacyjnej Wojsk Ochrony Pogranicza pełniący służbę na granicy polsko-czechosłowackiej.

## Formowanie i zmiany organizacyjne

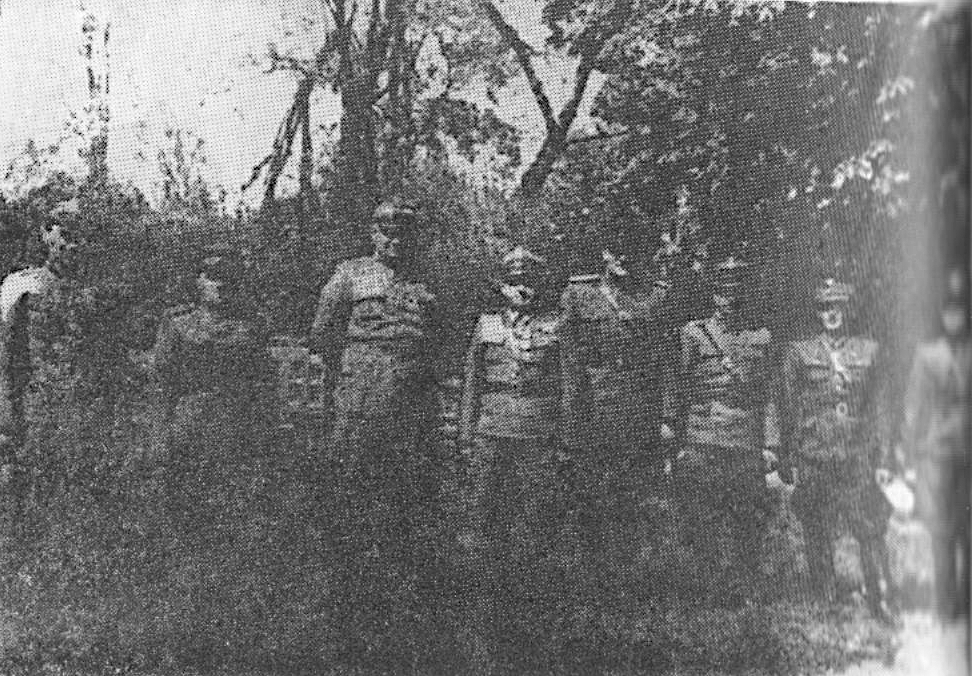
Generał broni Stanisław Popławski d-ca Śląskiego Okręgu Wojskowego w otoczeniu d-ców i z-ców d-ców ds. polityczno-wychowawczych 1, 10 i 11 Oddziałów Ochrony Pogranicza (czerwiec 1946)

11 Oddział Ochrony Pogranicza JW 2231 (Zarządzenie SzSG Nr  053/Org. 30 marca 1946) sformowany został w dniach 28–30 października 1945 przez Śląski Okręg Wojskowy w Katowicach na podstawie rozkazu organizacyjnego Nr 0245/Org. Naczelnego Dowódcy WP z 13 września 1945, z żołnierzy 7 i 10 Dywizji Piechoty według etatu Nr 8/8-B w składzie pięciu komendantur odcinków i 25 strażnic o stanie 2507 oficerów, podoficerów i szeregowców i 23 pracowników cywilnych. Organizacja Oddziału WOP nr 11. rozpoczęła się w październiku 1945. Miejscem organizacji oddziału, do którego skierowano grupy żołnierzy 7. i 10. Dywizji Piechoty stało się Kłodzko. 
Zorganizowany oddział w dniach 28–31 października 1945 przejął od pododdziałów 10. i 13. Dywizji Piechoty odcinek granicy południowej Graniczne Budy–Paczków o długości ok. 340 km przystępując 1 listopada 1945 do pełnienia służby granicznej. 
Miejscem postoju Oddziału miały być Bolkowice, jednak ostatecznie wybrano Kłodzko, ul. Lutycka.
Na podstawie rozkazu Nr 0153/Org. Naczelnego Dowódcy WP z 21 września 1946 jednostka została przeformowana w 11 Wrocławski Oddział WOP.

## Struktura organizacyjna oddziału
Stan w 1945:
- Dowódca oddziału
  - Adiutant
- Zastępca ds. polityczno-wychowawczych
  - Wydział polityczno-wychowawczy
- Zastępca ds. liniowych
  - Kierownik służby psów
- Szef sztabu
  - Sztab
- Zastępca ds. wywiadu
  - Wydział wywiadowczy
- Pomocnik ds. gospodarczych
  - Wydział zaopatrzenia materiałowo-technicznego
  - Sekcja kwatermistrzowsko-eksploatacyjna
  - Kompania gospodarcza
- Szef służby inżynieryjnej
- Szef służby samochodowej
- Szef służby chemicznej
- Szef służby sanitarnej
  - Ambulatorium Izba chorych
- Szef służby weterynaryjnej
  - Ambulatorium weterynaryjne
- komenda odcinka nr 49 Paczków[13]
- komenda odcinka nr 50 Lądek Zdrój[13]
- komenda odcinka nr 51 Bystrzyca Kłodzka[13]
- komenda odcinka nr 52 Duszniki Zdrój[13]
- komenda odcinka nr 53 Wałbrzych[13]
  - Pod każdą komendę odcinka podlegało 5 strażnic[13].
- 6 przejściowych punktów kontrolnych (PPK)[13][i][j]:
  - Międzylesie (kolejowy)[13]
  - Boboszów (drogowy)[13]
  - Kudowa Zdrój (drogowy)[13]
  - Kudowa Słone (kolejowy)[13]
  - Mieroszów (kolejowy)[13]
  - Lubawka (drogowy)[13].
- Grupa manewrowa (175 żołnierzy)[k][13]
- Pluton komendancki.

## Sąsiednie oddziały Ochrony Pogranicza
- 10 Oddział Ochrony Pogranicza ⇔ 1 Oddział Ochrony Pogranicza[l].

## Dowódcy oddziału
- ppłk Sergiusz Głazow[m] (był na początku 1946)[20].

## Żołnierze oddziału
- Bolesław Sąsiadek.

## Przekształcenia
11 Oddział Ochrony Pogranicza → 11 Wrocławski Oddział WOP → 23 Brygada Ochrony Pogranicza → 5 Brygada WOP → 5 Sudecka Brygada WOP → Sudecka Brygada WOP → Sudecki Batalion WOP